# Ispell
Ispell（アイスペル）は、西洋の多くの言語をサポートしたUNIX向けスペルチェッカである。いくつかのインタフェースがあり、emacsなどのエディタから呼び出すこともできる。GNU Aspell とは異なり、Ispell は Damerau-Levenshtein距離が1の候補しか示さず、発音規則に基づいてそれ以上の距離の候補を示すことはできない。Ispell の歴史は古く、最初は1971年、R.E. Gorin がPDP-10のアセンブリ言語で書いた。その後、他の者の手でC言語に書き直され、拡張されていった。Ispell の汎用接辞記法体系はMySpellなどの他のスペルチェッカでも真似されている。
多くのスペルチェッカと同様、Ispell は入力ファイルを単語単位に読み込んでいき、単語が辞書にない場合に読み込みを停止する。そして、考えられる正しいスペルの候補を作成し、間違っている単語と共にユーザーに提示する。ユーザーはそこから適切なスペルを選択し、単語を置換したり、修正せずにそのままにしたり、辞書に新たな単語として登録したりする。
Ispell はAPIを備えたスペルチェッカの先駆けであり、emacsでの利用を意図していた。他のアプリケーションもスペルチェッカ機能を追加するためのこのAPIを利用し、GNU Aspell も同じインタフェースを採用しているため、Ispell を使えるアプリケーションは Aspell も使える。
Ispell 用の辞書として多くの西洋の言語の辞書が存在する。